# Jia (Gefäß)

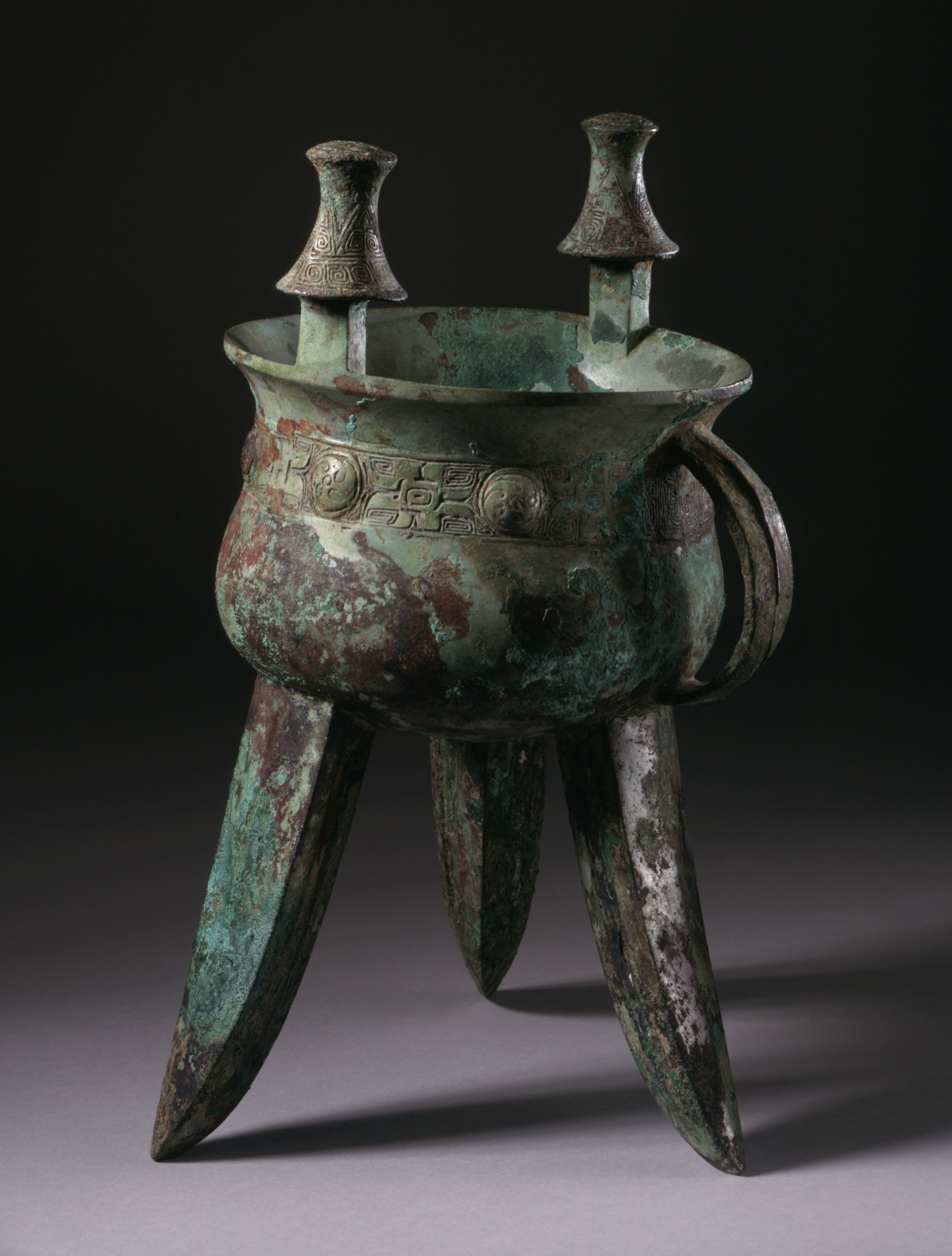
Jia mit einem Dekorband um den Gefäßhals, wodurch dieser betont wird. Im Dekorband ist deutlich das Motiv der Wirbelkreise zu erkennen.

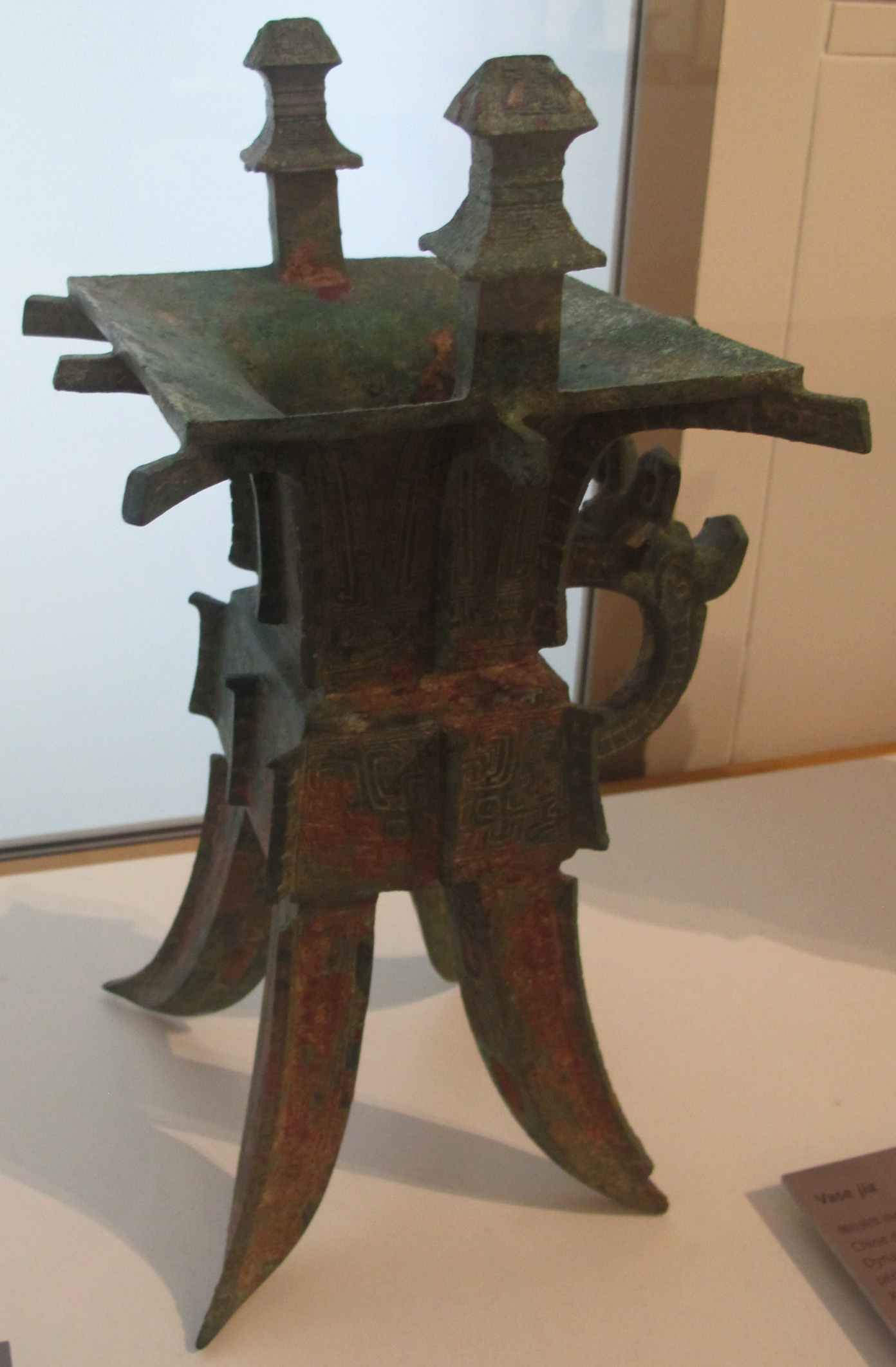
Fangjia, erkennbar an dem viereckigen Querschnitt des Gefäßkörpers und den vier Beinen. In diesem Beispiel ist der Gefäßkörper segmentiert. Die Form der pilzförmigen Aufsätze folgt dem quadratischen Grundaufbau des Gesamtgefäßes.

Das jia (chinesisch 斚, Pinyin jiǎ) ist ein Typus chinesischer Ritualbronzen, der sich durch einen becherartigen Gefäßkörper auf drei schlanken Beinen auszeichnet. Frühe Vorläuferformen dieses Gefäßtyps aus Keramik stammen aus dem Neolithikum. Ab der chinesischen Bronzezeit wurden sie meist aus Bronze, manchmal auch aus Keramik gefertigt. Sie dienten als Kultgefäße für alkoholische Getränke und wurden zur Libation verwendet.

## Objektbeschreibung
Das jia ist ein typisches Dreifuß-Gefäß von kleiner bis mittlerer Größe. Seine Beine sind gleichmäßig und unterständig um den Gefäßkörper verteilt. Je nach Fundort und Herstellungszeit variiert die Gestalt der Beine zwischen zylindrischen oder im Querschnitt dreieckigen Beinen ohne Dekor oder flachen, stilisiert drachenförmigen Beinen mit Ausarbeitung der anatomischen Merkmale als Relief. Der Gefäßkörper ist verhältnismäßig breit und wirkt gedrungen, er kann relativ gerade ansteigen oder auch bauchig sein. Ebenso ist es möglich, dass das Gefäß einen Hals hat, der nie besonders stark abgesetzt ist, jedoch durch ein Dekorband optisch betont sein kann. Die Lippe des Gefäßes hat in der Regel eine leichte Weitung, die bei jia ohne starke Gefäßkörperwölbung den Durchmesser des Bauches deutlich überschreitet. Typisch sind ebenfalls ein Henkel, der senkrecht über einem der Beine steht und zwei oft pilzförmige Aufsätze auf der Gefäßlippe, die in der Regel über den beiden anderen Beinen angeordnet sind. Wie bei den meisten Ritualgefäßen gibt es auch für jia rechteckige Beispiele, die das Präfix fang (chinesisch 方, Pinyin fāng) tragen, also fangjia mit vier Beinen. Die Motivik des Oberflächendekors speist sich aus dem Fundus der für die chinesischen Bronzezeit üblichen Darstellungen von taotie, Drachen, Zikaden, Wirbelkreise und Leiwen  als Hintergrund- oder Flächendekor. Einige frühe Exemplare tragen auch gar kein Dekor.

## Bedeutung und Funktion
Eventuelle Vorläuferformen von jia oder dem ähnlichen Gefäßtypus jue sind schon aus neolithischen Fundstellen in China, zum Beispiel der Provinz Zhejiang aus dem vierten vorchristlichen Jahrtausend bekannt. Diese sind ebenfalls dreibeinig, von geringer bis mittlerer Größe und haben einen gedrungenen Gefäßkörper. Allerdings unterscheiden sie sich durch stark verjüngte Hälse und das Fehlen der typischen pilzförmigen Lippenaufsätze. Die ersten jia in ihrer typischen Form aus dem Material Bronze stammen aus der Erlitou-Kultur und gehören damit zu den ersten Typen von Ritualbronzen überhaupt. Auch wenn schriftliche Aufzeichnungen über die Verwendung der Gefäße und die genaue Abhaltung der   Opferriten fehlen, so ergibt sich die Verwendung als Ritualgefäß aus dem archäologischen Kontext und aus späteren schriftlichen Aufzeichnungen. Die Form des jia, dem eine Tülle fehlt – bei dem ähnlichen Objekttyp jue ist diese vorhanden – impliziert die Benutzung zu Libationszwecken und nicht zum Einschenken oder Umfüllen von Flüssigkeiten. Die Verwendung für alkoholische Getränke wiederum lässt sich aus textlichen Quellen erschließen.

## Fußnote
1. ↑  flächendeckendes Spiralmuster  Beispielbild